# MaxiCode

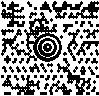
Ce symbole représente les caractères suivants :
« This test data is for WikiPedia: 0123456789 abcdefghijklmnopqrstuvwxyz ».

MaxiCode est une symbologie code-barres bidimensionnelle inventée par UPS pour ses colis. Il est désormais dans le domaine public et permet la représentation de 93 caractères alpha-numériques. Sa taille est fixe et fait précisément 1 pouce2 soit 6,45 cm2.